# Klickitat (Washington)
Klickitat is een plaats (census-designated place) in de Amerikaanse staat Washington, en valt bestuurlijk gezien onder Klickitat County. De naam van de plaats is afkomstig van de Klickitat-indianen.

## Demografie
Bij de volkstelling in 2000 werd het aantal inwoners vastgesteld op 417.

## Geografie
Volgens het United States Census Bureau beslaat de plaats een oppervlakte van
6,7 km², geheel bestaande uit land. Klickitat ligt op ongeveer 604 m boven zeeniveau.

## Plaatsen in de nabije omgeving
De onderstaande figuur toont nabijgelegen plaatsen in een straal van 24 km rond Klickitat.